# David Gréa
 (mars 2025).
David Gréa, né en 1969, est coach et superviseur certifié. Il a d'abord été prêtre pendant 17 ans, avant de faire le choix de se marier.

## Biographie
Né en 1969, David Gréa a grandi dans la ville de Lyon. Il a grandi dans une famille où les valeurs chrétiennes se traduisaient concrètement par des engagements associatifs, écologiques et par une solidarité quotidienne. Il raconte, dans le livre Une vie nouvelle, comment cette famille de 4 enfants vivant dans un appartement, a hébergé deux enfants pendant une année.
Le collège public Maurice Scève qu’il a fréquenté, était un petit établissement composé d’une grande mixité sociale. Il y a été sensibilisé aux questions de société, aux dégâts provoqués par le racisme. À ce moment-là, le prêtre Christian Delorme avec le pasteur Jean Costil est l'un des initiateurs de la Marche pour l'égalité et contre le racisme en 1983. C'était les prémices du mouvement Touche pas à mon pote dans lequel David Gréa s’est impliqué, tout en étant militant à Amnesty international.
Après son baccalauréat, il passe un an en Allemagne, à Francfort, pour parfaire sa pratique de la langue et pour avoir des expériences professionnelles. Revenu en France, il travaille deux années comme éducateur spécialisé dans le cadre de son service civil tout en commençant des études de philosophie.

C'est à cette époque qu'il raconte avoir voulu clarifier son rapport à sa foi. Il était « pratiquant », mais cette foi ne le distinguait pas de ses amis dans ses attitudes ou dans ses choix. Il décide de partir une semaine dans une abbaye afin de faire le point. Pour la première fois de sa vie, il lut un évangile en entier, 75 petites pages qui, témoigne-t-il, le bouleversèrent : 

« Devant cet invincible amour qui seul peut apaiser les blessures et le désespoir de l'homme, j'arrivai à cette conclusion : soit Jésus était ressuscité et j'avais trouvé la source de toute joie, la motivation essentielle de ma vie, soit il n'était pas ressuscité et… je n'avais pas trouvé mieux ! Cet amour irradiait tout mon être »

— David Gréa
À partir de ce moment-là, il commence à participer au GFU (groupe de formation universitaire), une formation pour des jeunes hommes qui pensent à devenir prêtre et qui se retrouve un week-end par mois sans quitter les études ou leur travail.
Il obtient une maîtrise de philosophie à Lyon 3, avec mention très bien.
Il écrit un mémoire sur le cardinal John Henry Newman, saint catholique et cardinal britannique.
Il intègre ensuite le séminaire du Prado avant de poursuivre sa formation au séminaire universitaire de Lyon. Il obtient une maîtrise de théologie à l’Université catholique de Lyon. 
Entouré de neuf confrères, il est ordonné prêtre en juin 2000 par le cardinal Louis-Marie Billé. Il y avait longtemps qu’il n’y avait pas eu autant d’ordination un même jour, et l’année était assez symbolique pour que le diocèse de Lyon en fasse un grand événement. Au jour de la Pentecôte, 8 000 personnes se rassemblent au palais des sports pour cette fête.
Proche de Philippe Barbarin, il participe au renouveau de dynamisme de la paroisse Sainte-Blandine-Lyon-Centre, notamment en organisant des concerts de Glorious, et en organisant des hackathons sur le thème de l'Église numérique,. La fréquentation de l'église qu'il anime passe de 150 à 600 personnes puis jusqu'à 2 000 personnes en six ans.
Il joue son propre rôle dans le film Insoupçonnable en 2010.

### Mariage
David Gréa rencontre sa future épouse Magalie, de confession protestante. Il souhaite garder son métier de prêtre tout en quittant le célibat. Il raconte dans son livre avoir rencontré le pape François à deux reprises autour de cette question. Il propose notamment de se faire ordonner dans une des Églises catholiques orientales pour pouvoir se marier, puis d'être missionné au départ de Rome vers la France. Le pape refuse, lui promet une réponse mais tarde au yeux de David Gréa à la lui rendre. Aussi le Samedi Saint 2017, le mariage est célébré. En conséquence, son évêque, Philippe Barbarin, le renvoie à la vie civile. En 2019, il est papa d'un petit garçon.

### Profession
À la suite de son retour à la vie civile, David Gréa suit alors une reconversion professionnelle de coach. Puis il fonde le cabinet de conseil Crossroads-coaching.

## Impact médiatique
Le livre de David Gréa, même s'il contient des erreurs ou des imprécisions, participe au débat sur le célibat sacerdotal dans l'Église catholique.

## Publication
- David Gréa, Une vie nouvelle : prêtre, marié et heureux, Les Arènes, 2018